# Euryoryzomys
Genre
Répartition géographique
   ////  Euryoryzomys nitidus 

   ////  Euryoryzomys legatus 

   ////  Euryoryzomys russatus 

   ////  Euryoryzomys lamia 

   ////  Euryoryzomys emmonsae 

Euryoryzomys est un genre de rongeurs de la famille des Cricetidae.

## Liste d'espèces
Selon Catalogue of Life (12 juillet 2020) :
- Euryoryzomys emmonsae (Musser, Carleton, Brothers & Gardner, 1998)
- Euryoryzomys lamia (Thomas, 1901)
- Euryoryzomys legatus (Thomas, 1925)
- Euryoryzomys macconnelli (Thomas, 1910)
- Euryoryzomys nitidus (Thomas, 1884)
- Euryoryzomys russatus (Wagner, 1848)

## Publication originale
- (en) Marcelo Weksler, Alexandre Reis Percequillo et Robert S. Voss, « Ten New Genera of Oryzomyine Rodents (Cricetidae: Sigmodontinae) », American Museum Novitates, New York, Musée américain d'histoire naturelle, vol. 3537, no 1,‎ 2006, p. 1 (ISSN 0003-0082 et 1937-352X, OCLC 47720325, DOI 10.1206/0003-0082(2006)3537[1:TNGOOR]2.0.CO;2, lire en ligne).